# Sancho Gomes de Avelar
Sancho Gomes de Avelar (c. 1360–1438) foi um nobre e magistrado português dos séculos XIV e XV, activo na Corte do Rei João I (r. 1385–1433).

## Família
Filho de Gomes Lourenço de Avelar, 1.° Senhor de Cascais, e de sua mulher.
Documenta-se que era primo de Lourenço Martins de Avelar, o filho legítimo do Mestre da Ordem de São Bento de Avis D. Frei Martim Martins de Avelar.

## Biografia
Serviu como Escudeiro e era Vassalo do Rei João I (r. 1385–1433).
Foi 2.° Senhor da Quinta de Marim, no termo de Faro, de juro e herdade a 19 de Março de 1384, 2.° Senhor da Terra ou lugar de Cascais e seu termo com seu Castelo como Alcaide-Mor e os Reguengos de Algés e de Oeiras Senhor de Cascais e seu Castelo de juro e herdade a 20 de Setembro de 1384, tudo em sucessão a seu pai, e Senhor dumas casas na Alcáçova de Lisboa.
A 8 de Novembro de 1386 D. João I de Portugal concedeu a Sancho Gomes de Avelar, seu vassalo, "testameteiro dado p nos ao testamento de l.ço miz do auellar seu primo Ja passado", o foro dum moinho na Ribeira do Alviela, no termo de Santarém, que pertencia à capela instituída pelo dito Lourenço Martins de Avelar, em que ele sucedera, que era de moer azeite, sem pagar nada à coroa, e que agora queria passar a moer pão, pelo que passava a pagar.
Foi, também, Juiz do Cível de Lisboa entre 1404 e 1407.

### Casamento e descendência
Casou antes de 1404 com Guiomar Gonçalves de Azevedo, da qual teve três filhas e um filho:
- Inês Gomes de Avelar, sucessora; a 11 de Março de 1452 D. Afonso V de Portugal doou a Inês Gomes de Avelar, mulher de Pedro Lourenço de Almeida, Cavaleiro da sua Casa e Almotacé-Mor, uma tença anual de 6.000 reais de prata; casada com Pedro Lourenço de Almeida, falecido depois de 11 de Março de 1460, Almotacé-Mor do Reino, Senhor da Quinta de Vila Corça, no termo de Viseu, em frente da qual D. Afonso V de Portugal lhe coutou um rio, tendo sucedido na Quinta de Marim em 1445 e na Capela instituída por Lourenço Martins de Avelar a 6 de Setembro de 1448 e a 15 de Abril de 1457; teve uma tença anual de 4.358 reais de prata a 17 de Julho de 1450, sem geração[1]
- João Gomes de Avelar, falecido antes de 15 de Abril de 1457, solteiro, sem geração[1]
- Guiomar Gomes de Azevedo, Freira no Mosteiro de Tarouquela[1]
- Leonor Gomes de Azevedo, falecida antes de 15 de Abril de 1457, casada com Álvaro Rodrigues Valente, 1.° Senhor da Lousã, falecido antes de 15 de Abril de 1457; destes foi filha:[1]
  - Maria de Azevedo, criada por sua tia materna Inês Gomes de Avelar, que a perfilhou por Escritura de 9 de Maio de 1457 e Carta Real de 11 de Março de 1460, e que foi sua herdeira por Escritura de 8 de Novembro de 1457, vindo a casar com Duarte de Almeida, "o Decepado", com geração conhecida[1]